# チェーン (単位)
チェーン (chain)は、ヤード・ポンド法における主として測量に用いる長さの単位である。その長さは66フィートに等しい。測量用チェーン(surveyor's chain)、ガンター氏チェーン(Gunter's chain)、land chainとも言う。
イギリスやカナダではフィートとして国際フィートInternational foot = 正確に0.3048メートル）を用いるので、1 チェーン = 正確に20.1168 m である。
日本の計量法上の定義も上記と同一であり、正確に20.1168 m である。日本における取引又は証明でのチェーンの使用は例外的な場合を除き、禁止されている（ヤードポンド法#日本における使用）。
アメリカでは測量には、測量フィート（ = 正確に1200/3937メートル = 約0.304 800 609 601 219メートル）が用いられるため、1チェーンは、66測量フィート（Survey foot）と定義されており、1 チェーン = 約20.116 840 233 680 467 m である。

## 単位の換算
1チェーンは、以下の長さに正確に等しい。
- 792インチ(inch)
- 66フィート(feet)
- 22ヤード(yard)  ただし、米国の測量ではヤードが用いられることはない（en:Furlong#Conversion to SI units）。
- 4ロッド(rod)
- 4ポール(pole)
- 4パーチ(perche)
- 100リンク(link)
- 1/10ハロン(furlong)
- 1/80マイル(mile)

また、1チェーン×1ハロンの面積が1エーカーであり、チェーンは「1エーカーの幅」としても知られている。

## 歴史
チェーンの長さおよびその言葉は、かつて陸地の測量用に使用されていた、鏈尺（れんじゃく）の一種である「測鎖」に由来する。
測鎖は一定の長さの金属製の棒が鎖（チェーン）状につながったもので、長さを測りたい所に測鎖を張って、棒が何本分かで計測を行う。最もよく使われていた測鎖がガンター氏測鎖で、それは7.92インチの棒が100本つながったものであった（半端な数になっているのは、ハロンに合わせたためである）。その棒1本の長さが「リンク」(link)という単位となり、測鎖全体の長さが「チェーン」という単位となった。よってチェーンはリンクの100倍である。
イギリスでは、鉄道路線の距離の表示にマイルとチェーンが使われた。日本ではイギリス（北海道のみはアメリカ）の鉄道技術を導入したため、初期にはイギリス同様、距離の表示にはマイル（M、もしくは哩）とチェーン（C、もしくは鎖）が使われていた。